# 2000 Malibu Road
2000 Malibu Road  è una serie televisiva statunitense in 6 episodi trasmessi per la prima volta nel corso di una sola stagione nel 1992.

## Trama
Quattro donne vivono insieme in una casa sulla spiaggia situata al 2000 di Malibu Road, a Malibù: Jade, una ex prostituta che sta cercando di smettere la professione; Perry, una giovane avvocatessa che tenta fuggire dal suo passato (un fidanzato poliziotto rimasto ucciso e il problema del bere); Lindsay, un'aspirante attrice, e Joy, sorella di Lindsay, che è anche il suo agente. Jade ha affittato alle altre le stanze per  pagare la casa.

## Personaggi
- Jade O'Keefe (6 episodi, 1992), interpretata da Lisa Hartman.
- Lindsay Rule (6 episodi, 1992), interpretata da Drew Barrymore.
- Perry Quinn (6 episodi, 1992), interpretata da Jennifer Beals.
- Joy Rule (6 episodi, 1992), interpretata da Tuesday Knight.
- Eric Adler (6 episodi, 1992), interpretato da Brian Bloom.
- Scott Sterling (6 episodi, 1992), interpretato da Scott Bryce.
- Roger Tabor (6 episodi, 1992), interpretato da Michael T. Weiss.
- sergente Joe Munoz (6 episodi, 1992), interpretato da Ron Marquette.
- Marnie (3 episodi, 1992), interpretata da Lauren Dennington.
- Brad Dimitri (3 episodi, 1992), interpretato da Stephen Nichols.
- Hal Lanford, interpretato da Robert Foxworth.
- Camilla, interpretata da Constance Towers.
- Porter, interpretato da Mitch Ryan.

## Produzione
La serie fu prodotta da Spelling Television e girata a Malibù in California. Tra i registi della serie è accreditato Joel Schumacher (5 episodi).

## Distribuzione
La serie fu trasmessa negli Stati Uniti nel 1992 sulla rete televisiva CBS. In Italia la serie è andata in onda su Rete 4 il 5 e il 7 dicembre 1993, modificando il titolo in Malibu Road 2000, come miniserie di due puntate da 135 minuti l'una.
Alcune delle uscite internazionali sono state:
- negli Stati Uniti il 23 agosto 1992 (2000 Malibu Road)
- in Germania il 15 gennaio 1994
- in Italia (Malibu Road 2000)

## Episodi
| Stagione       | Episodi | Prima TV USA |
| -------------- | ------- | ------------ |
| Prima stagione | 6       | 1992         |